# Friedrich Samuel Gottfried Sack

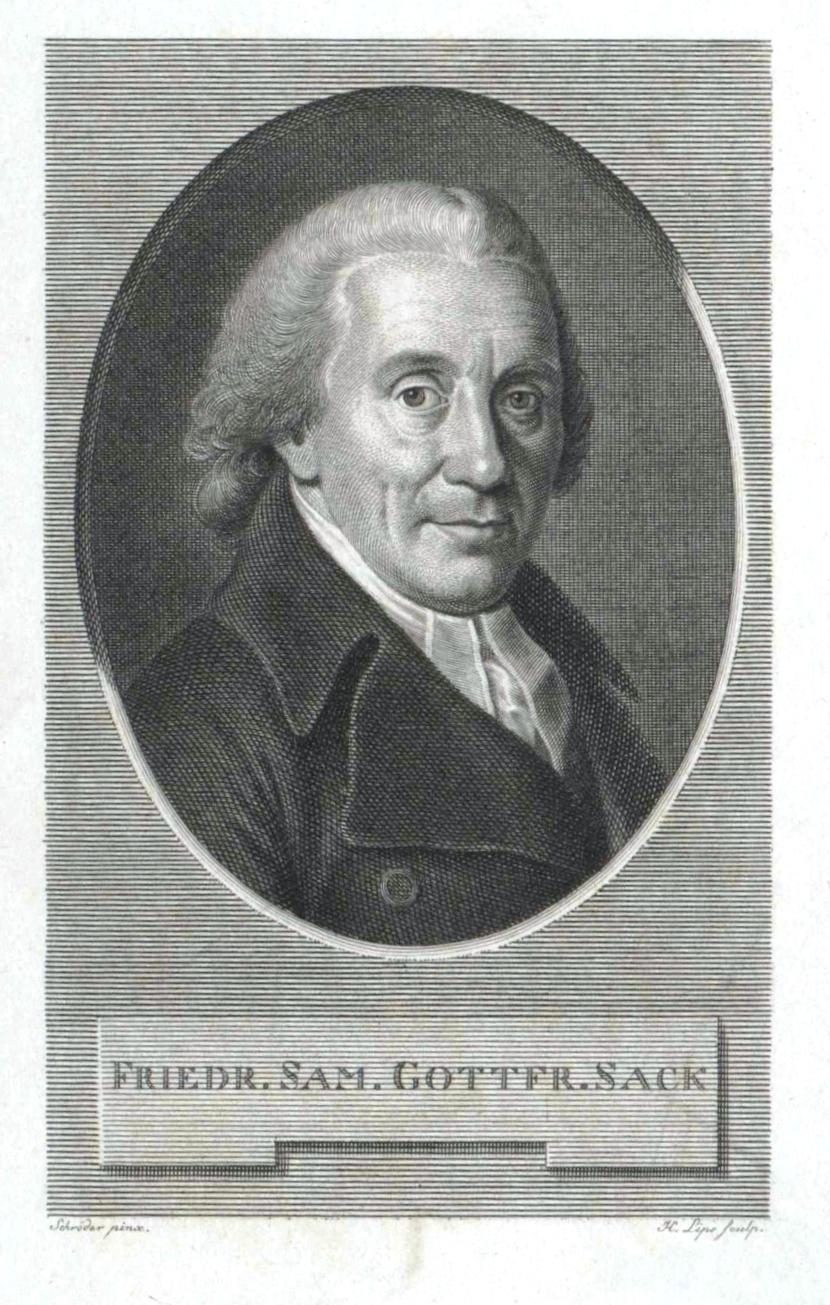
Friedrich Samuel Gottfried Sack, kopparstick av Johann Heinrich Lips.

Friedrich Samuel Gottfried Sack, född den 4 september 1738 i Magdeburg, död den 2 oktober 1817 i Berlin, var en tysk teolog. Han var son till August Friedrich Sack och far till Karl Heinrich Sack.
Sack var sin fars efterträdare som hovpredikant i Berlin och tilldelades året före sin död hederstiteln biskop. Edvard Magnus Rodhe kallar honom "en inflytelserik och nitisk kyrkoman af from kristlig-teistisk grundåskådning". Sacks skrift Über die Vereinigung der beiden protestantischen Kirchenparteien in der preussischen Monarchie (1812) blev av ganska stor betydelse för den kort efter hans död genomförda unionen mellan lutheraner och reformerta i Preussen.